# Ludwigshafen am Rhein
Ludwigshafen am Rhein är en kreisfri stad i Rheinland-Pfalz. Staden har cirka 176 000 invånare och är belägen vid floden Rhen. På andra sidan floden ligger staden Mannheim, som tillsammans med Ludwigshafen och Heidelberg utgör kärnområdet i Rhen-Neckar, ett storstadsområde med 2,4 miljoner invånare. Stadens ekonomi påverkas bland annat av företaget BASF vars huvudkontor ligger i Ludwigshafen.
Under andra världskriget bombades Ludwigshafen som var en viktig industristad för  framställning av petroleum produkter varav en var den viktiga syntetoljan frekvent av amerikanskt och brittiskt bombplan. Totalt 124 brittiska och amerikanska flygräder utfördes mellan 1943-1945 och förstörde nästan 80% av stadskärnan.
Helmut Kohl växte upp i stadsdelen Friesenheim.

## Administrativ indelning
Ludwigshafen am Rhein har tio stadsdelar.
- Friesenheim
- Gartenstadt
- Maudach
- Mundenheim
- Nördliche Innenstadt
- Oppau
- Oggersheim
- Rheingönheim
- Ruchheim
- Südliche Innenstadt

## Personer
- Helmut Kohl
- André Schürrle